# John Tresidder
John Tresidder (* 30. Juli 1932 in Newcastle) ist ein ehemaliger australischer Bahnradsportler.
Bei den UCI-Bahn-Weltmeisterschaften 1954 in Köln belegte John Tresidder im Sprint der Amateure den zweiten Platz hinter dem englischen Weltmeister Cyril Peacock; im Jahr darauf wurde er WM-Dritter im Sprint. Im selben Jahr gewann er den renommierten Sprint-Klassiker Grand Prix de Paris in der Amateurklasse. 1956 siegte er im Grand Prix Odense. Als Amateur siegte er im Grand Prix Kopenhagen 1955 und 1956.
1957 wurde Tresidder Profi,  und bis 1963 bestritt er 23 Sechstagerennen, von denen er sechs gewann. 1960 siegte er im ersten Sechstagerennen von Madrid mit Ronald Murray als Partner.